# Les Coves de Vinromà

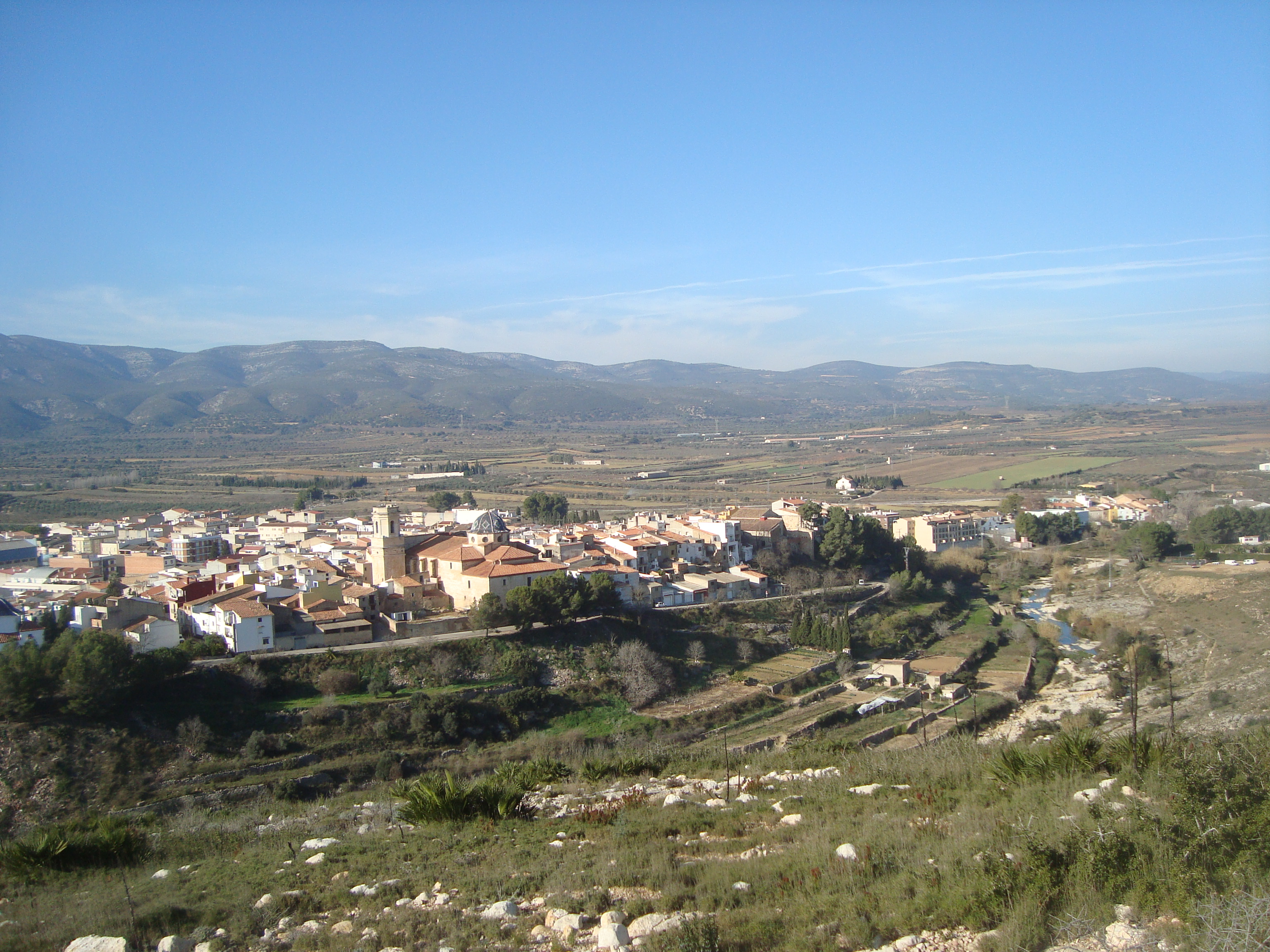
Les Coves de Vinromà

Les Coves de Vinromà là một đô thị trong tỉnh Castellón, Cộng đồng Valencia, Tây Ban Nha. Đô thị Les Coves de Vinromà có diện tích 136,4 km², dân số theo điều tra năm 2010 của Viện thống kê quốc gia Tây Ban Nha là 2038 người. Đô thị Les Coves de Vinromà nằm ở khu vực có độ cao 202 mét trên mực nước biển. Cự ly so với Valencia là 116 km.